# دومينيك رووي
دومينيك رووي (بالإنجليزية: Dominic Rowe)‏ (23 أبريل 1993 بليدز في المملكة المتحدة - ) هو لاعب كرة قدم بريطاني في مركز جناح ‏. لعب مع برادفورد سيتي ونادي هاروجيت تاون وفريكلي أثلتيك ‏ ونادي بارو وScarborough Athletic F.C. ‏.

## وصلات خارجية
- دومينيك رووي على موقع قاعدة بيانات كرة القدم.إي يو (الإنجليزية)
- دومينيك رووي على موقع Soccerway.com (الإنجليزية)